# La morte in vacanza (opera teatrale)
La morte in vacanza è una commedia in tre atti del 1923 (definita "Favola tragica" sul libretto) che ha dato la celebrità a Alberto Casella. 
Dopo esser stata rappresentata in Italia con molto successo ha ottenuto un grande trionfo in America, all'Ethel Barrymore Theater di New York. Portata in tournée in tutti i grandi Centri del Nord America è poi stata recitata a Londra nell'estate del 1931.
In Italia è stato un successo con l'interpretazione di Paola Borboni e Ruggero Lupi, ma venne inscenata la prima volta a Firenze grazie alla compagnia di Virgilio Talli: tra gli interpreti vi erano Ruggero Ruggeri e Lyda Borelli.

## Trama
La morte decide di prendersi una vacanza e scende sulla terra prendendo le sembianze del malato principe Sirki dei Vitalba Alexandri. Si innamorerà, portando via con sé l'amata alla fine della vacanza.

## Adattamenti
Il testo teatrale ha ispirato la realizzazione del film La morte in vacanza di Mitchell Leisen, del 1934, e in anni più recenti la pellicola Vi presento Joe Black di Martin Brest, proiettata nelle sale dalla fine del 1998.